# مطر الحارثی
مطر الحارثی (انگلیسی: Matar Al Harthi؛ زادهٔ ۱۹۴۸) تیرانداز اهل عربستان سعودی است. وی در بازی‌های المپیک تابستانی ۱۹۸۸ شرکت کرده‌است.